# Pereña de la Ribera
Pereña de la Ribera è un comune spagnolo di 522 abitanti situato nella comunità autonoma di Castiglia e León.